# Petit mais costaud !
Pour plus de détails, voir Fiche technique et Distribution.
Petit mais costaud ! (The Cat's Me-Ouch!) est un cartoon de Tom et Jerry réalisé par Chuck Jones et Maurice Noble, produit par la Metro-Goldwyn-Mayer sorti en 1965.

## Musique
- Eugene Poddany